# 891
| 891                |
| ------------------ |
| Dødsfald - Fødsler |
|                    |

| Gregoriansk kalender | 891 DCCCXCI             |
| Ab urbe condita      | 1644                    |
| Armensk kalender     | 340 ԹՎ ՅԽ               |
| Kinesiske kalender   | 3587 – 3588 庚戌 – 辛亥 |
| Etiopisk kalender    | 883 – 884               |
| Jødisk kalender      | 4651 – 4652             |
| Hindukalendere       |                         |
| - Vikram Samvat      | 946 – 947               |
| - Shaka Samvat       | 813 – 814               |
| - Kali Yuga          | 3992 – 3993             |
| Iransk kalender      | 269 – 270               |
| Islamisk kalender    | 277 – 278               |

## Dødsfald
- Sigfred, dansk sagnkonge

| År | Spire Denne artikel om et år, årti, århundrede eller årtusinde er en spire som bør udbygges. Du er velkommen til at hjælpe Wikipedia ved at udvide den. |